# مدرسه موسیقی چایکوفسکی ایروان
مدرسه موسیقی چایکوفسکی ایروان (ارمنی: Երևանի Չայկովսկու անվան երաժշտական դպրոց) یک مدرسه متوسطه در ایروان، ارمنستان است که در سال ۱۹۳۹ میلادی افتتاح شد. این مدرسه یک مدرسه متوسطه تخصصی است که در مجموع ۶۰۰ دانش‌آموز در یک دوره آموزشی ۱۲ ساله ثبت نام می‌کنند و همزمان ۲ گواهینامه آموزش عمومی و حرفه‌ای دریافت می‌کنند. بیش از ۷۰ درصد از دانش‌آموختگان این مدرسه در کنسرواتوار دولتی کومیتاس ایروان شرکت می‌کنند.

## تاریخچه و سازمان

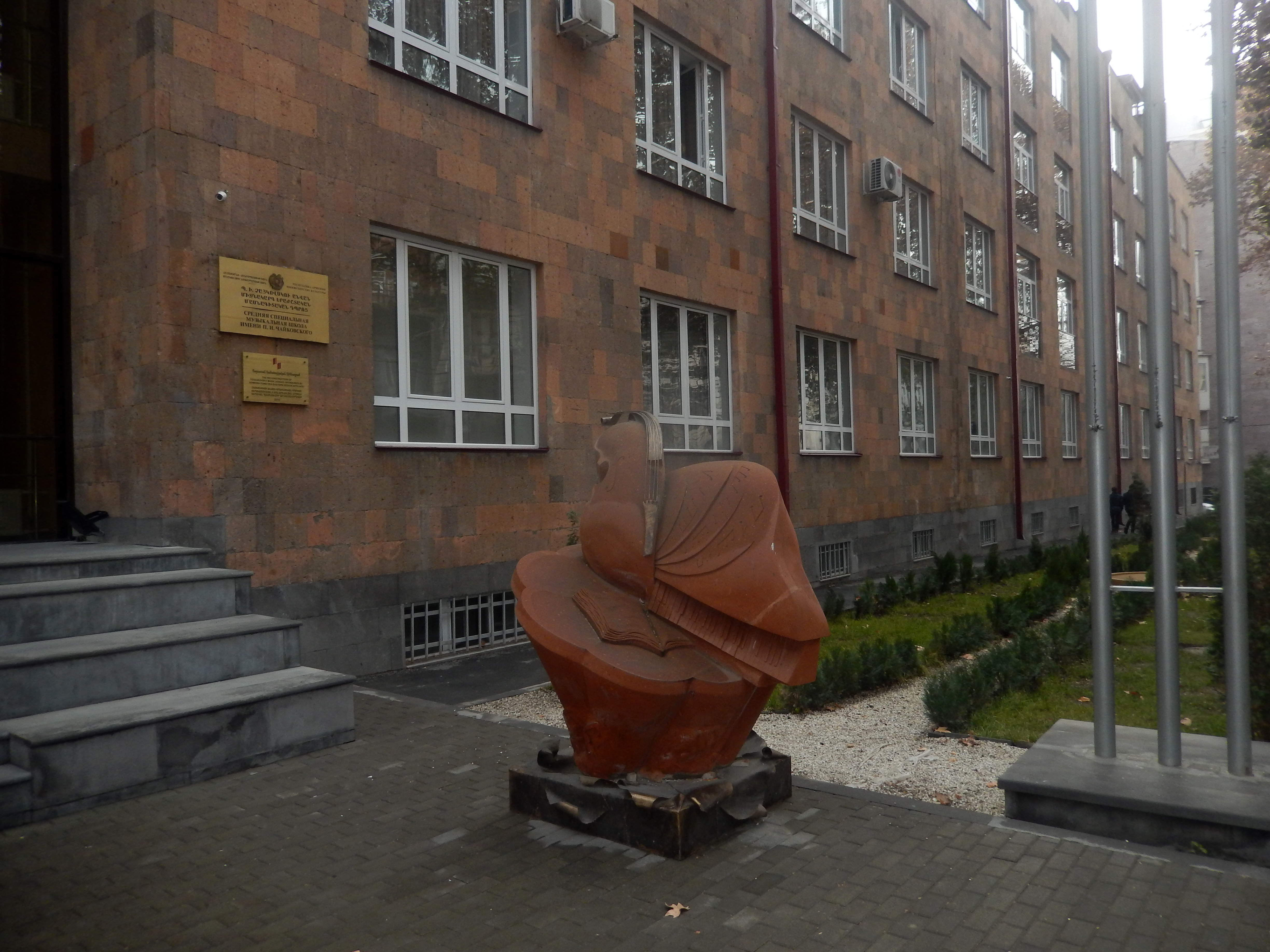
مجسمه چایکوفسکی

این مدرسه در ۱۹ آوریل ۱۹۳۹ تأسیس شد و دو سال بعد به نام پیوتر ایلیچ چایکوفسکی نامگذاری شد. تا سال ۱۹۷۵ به ۶۶۵ تن فارغ‌التحصیلی اعطا شده است. در سال ۱۹۸۲، مجسمه چایکوفسکی (ساخته شده توسط معماران یرواند گوگاباشیان و جیم توروسیان) در جلوی ساختمان مدرسه نصب شد. از زمان استقلال ارمنستان، این مدرسه تحت حمایت صندوق ارمنستان بازسازی شده است.
این مدرسه شامل دپارتمان‌های آموزش موسیقی پیانو، ویولن، ویولن سل، ویولا، کنترباس، چنگ، ساز بادی برنجی می‌باشد. علاوه بر برنامه درسی اصلی مدرسه، مدرسه دارای یک گروه کر کودکان، یک ارکستر و یک گروه موسیقی (که از گروه‌های کوچکتر سمفونیک، جاز و ساز بادی برنجی تشکیل شده است) دارد.

## چیدمان ساختمان
ساختمان مرکزی به‌طور کامل ارتقا یافته و با بخش‌هایی تکمیل شده است، سالن بدنسازی بازسازی شده است، سالن کنسرت دارای زمین بازی است، شرایط راحت برای نوازندگان و تماشاگران ایجاد شده است. اتاق‌های ویژه‌ای برای گروه‌های سمفونیک، جاز و ساز بادی برنجی مدرسه، گروه ویولن و گروه کر ساخته شد.

## دانش‌آموختگان سرشناس

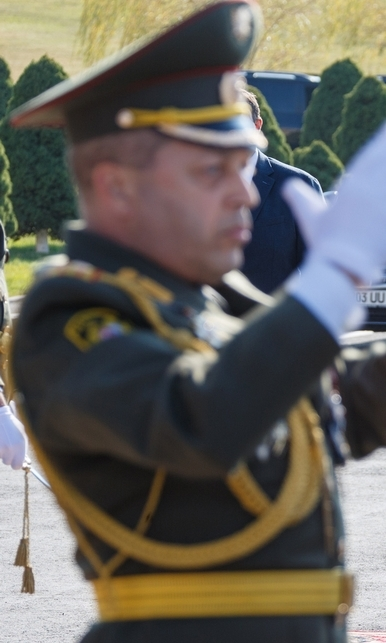
سرهنگ آرمن پوغوسیان، رهبر نظامی ارشد گروه موسیقی ستاد مشترک نیروهای مسلح ارمنستان

- آناهید نرسسیان
- آرا توروسیان
- آراکسی ساریان-هاروتیونیان
- گغونی چتچیان
- ژان تر-مرگریان
- مه‌ده‌آ آبراهامیان
- روبن آهارونیان
- واهاگن هایراپتیان en
- سوفیا ملیکیان
- تیگران هاماسیان
- آرمن پوغوسیان en